# 그래도 마을은 돌아간다
《그래도 마을은 돌아간다》(それでも町は廻っている 소레데모 마치와 마왓테이루[*])는 이시구로 마사카즈의 만화이다. 통칭 '소레마치(それ町)' 《영 킹 아워스》(쇼넨가호샤)에서 2005년 5월호에서 2016년 12월호까지 연재되었다. 제17회 문화청 미디어예술제 만화부문 우수상(2013년), 제49회 성운상 코믹부문 수상(2018년). 단행본은 전16권. 2010년 텔레비전 아니메화가 발표, 동년 10월부터 12월까지 방송되었다.
도쿄도 오타구의 상업지역 마루코에서 성장한 여고생 아라시야마 호토리를 주인공으로 하여 그녀를 싸고돌며 일어나는 일상의 사건들을 중심으로 그린 일상 코미디. 1화 완결 형식을 취하나 연재 2회, 3회 연결로 1화가 되는 에피소드도 존재.
마스터가 메이드 찻집을 제대로 모르고, "왜인지 도시에서 유행하고 있는 모양이다"라는 이유만으로 가게를 메이드 찻집으로 바꿔 버린다는 설정으로 메이드 찻집에 아무런 이해가 없으면서 메이드 찻집 만화를 연재하고 싶다는 작자 자신이 반영되어 있다. 1권의 작자 후기에 의하면 "메이드 찻집에 대한 이해가 없어서 차라리 다행이었다. 왜냐하면, 메이드 찻집이라는 무대는 일상의 극히 일부에 불과하기 때문이다" "상점가를 무대로 커뮤니케이션의 교과서가 될 법한 만화를 그리고 싶다"고 말한다. 인터뷰에서 말하기로는 작자의 출신지인 후쿠이스러운 광경이나 에피소드가 그려지는 경우도 있다 한다.
전술했다시피 특별할 것 없는 일상을 그린 작품이지만 에피소드 중에서는 우주인이나 유령, 사후세계 같은 초현실적 존재가 다루어지거나 마을의 사건을 추리·해결하는 미스터리적 에피소드도 많다. 다만 이러한 테마 역시 일상의 일부에 불과한지라, 그 존재가 주인공의 일상에 심각한 영향을 주지는 않는다. 아울러 첫 등장이라고 생각되는 인물이 실은 이전에 배경의 통행인으로 등장했었다거나, 대수롭지 않은 아이템이나 대사가 다른 회에서 중요한 열쇠가 된다던가 식으로, 장난감같은 복선적 요소가 곳곳이 틀어박혀 있다.
본 작품에서는 연재의 한 시점 이후, 각화의 게재순서와 시계열순이 일치하지 않게 되는, 소위 시계열 셔플이 일어나 있다. 예컨대 제33화와 제36화, 제42화에 있어 타케루의 학년은 소4→소3→소4가 되어 있으므로 꼭 연재화순대로 시간이 흐르고 있는 것은 아님을 확인할 수 있다. 또한 단행본 4권 이후로 연재 2회 내지는 3회로 1화를 이루는 작품을 수록하기 위해 단행본의 페이지수를 조정하는 차원에서 잡지 게재시와 순번이 일부 바뀌어 있다. 아울러 시계열 셔플과는 반대로 단행본 수록시 시계열을 올곧게 하기 위해 연재시와 순번이 다른 경우가 또 있다.
13·14화이어야 올바를 〈그래도 마을은 돌아간다(전후편)〉이 12·13화로 기재되는 등 연재시 일부 화수 표기가 틀린 경우가 있다. 또한 화수의 표기방식도 통일되어 있지 않으며 '제○화' '#○'가 사용된다.
본 시리즈의 원형으로 도쿠마 쇼텐에서 간행된 《탐정기담》에 수록된 〈탐정기담〉(코믹 플래퍼 2003년 8월호)이 있다. '아라시야마 호토리&곤 후타바' 선배후배 콤비가 등장하지만, 현재 시리즈와는 무관계.

## 줄거리
아라시야마 호토리는 마루코 상점가의 다방 '씨사이드'에서 웨이트리스 아르바이트를 하고 있는 여고생이다. 어느 날, 주인인 이소하타 우키는 가게를 번창시키기 위한 대책을 세우고, 세간에서 메이드 카페가 유행하고 있다는 이유로 다방을 메이드 카페로 만들기로 결심한다. 하지만 메이드 카페에 대해서는 전혀 모르는 실정이라 웨이트리스가 메이드 복을 입으면 메이드 카페일 것이라는 안이한 생각 아래 씨사이드는 메이드 찻집으로 변모한다.
메이드 카페를 남몰래 동경하고 있던 동급생 타츠노 토시코는 호토리의 말만 듣고 기대하며 씨사이드에 찾아가지만 일반 다방과 다를 바 없는 씨사이드의 모습에 아연실색한다. 토시코는 메이드 카페란 어떤 것인지 설교하고 본보기를 보여준다. 웨이트리스로서의 자질을 본 우키는 웨이트리스로 일해볼 것을 권유한다. 처음에는 중학교 때 같은 탁구부에 있었던 하리바라 하루에와 탁구부에 들어가기로 했기 때문에 거절했지만 호토리의 소꿉 친구 사나다 히로유키가 씨사이드의 단골임을 알고 웨이트리스로 일하는 것에 동의한다.
호토리와 토시코가 무단으로 아르바이트를 한다는 것을 들은 담임 모리아키 나츠히코는 확인을 위해 씨사이드로 찾아오지만 호토리와 말싸움 하느라 결국 주제는 어영부영 넘겨지고, 둘의 아르바이트는 반쯤 공인되어 버린다. 호토리는 모리아키에게 미묘한 연심을 품고 있지만, 모리아키는 호토리의 골치 아픈 언동을 달갑지 않게 생각한다.
겨울의 어느 날, 호토리는 벽 사이에서 쭈그려 앉아있는 미소년을 발견한다. 키우는 고양이가 안에서 나오질 않아 곤란해하고 있어 빠져나오게 도와준다. 다음날, 그 미소년의 정체가 같은 고교에 다니는 여학생인데다 1년 선배인 콘 후타바라는 것을 간취한다. 호토리는 낯가림이 있어 좀처럼 타인과 엮기지 않던 후타바를 여러 곳에 데려가며 둘 사이의 우정을 키워간다.
이렇게 호토리는 여러 사람과 만나고, 여러 사건을 겪으며, 고교 생활을 보내고 있다.

## 등장인물

### 오야 고등학교
아라시야마 호토리 (嵐山歩鳥) 
성우 - 오미가와 치아키 / 후지타 아카네
오야 고등학교에 다니는 상점가 태생 여고생. 고1부터 다방 씨사이드에서 메이드 아르바이트를 하고 있다. 남아도는 행동력을 가진 긍정적 소녀이지만, 그 언동이 주위를 휩쓸어 문제나 소동을 일으키는 일이 잦다. 건강하고 밝은 성격으로 대인 관계도 좋아서 사람을 불러들이고, 어릴 적부터 상가 주인들의 귀여움을 받고 있다. 성적은 수학만 극단적으로 나빠 보충을 밥먹듯 하지만, 다른 교과에서는 좋은 성적을 받고 있다. 쾌할한 성격이지만 운동을 잘하는 것은 아니며, 오히려 타인보다 뒤떨어진다. 이에 대해 본인의 꿈인 탐정에 대조해서 "나는 추리하는 사람이지 범인을 쫓는 사람은 아니다"라고 말했다. 요리도 서투르고 독창적인 착상으로 조리법을 정해 지독한 맛인 경우가 많다. 소꿉 친구인 사나다에겐 노래 실력도 "중하"로 평가받고 있다.
중고상점 카메이도의 여점원 카메이도 시즈카의 영향으로 추리 소설을 읽는 것을 좋아하고, 추리 소설가 시마베 히로토(島辺博人)와 카도이시 우메카즈(門石梅和, 시즈카의 필명)의 팬. 장래 꿈은 여고생 탐정이며, 마을의 사건에 깊이 관여할 때면, 가끔 평소의 바보같은 모습은 사라지고 날카로운 추리력을 보이기도 한다. 또 심부름 내용을 잊을 정도로 둔한 경향이 있만 실제 도움은 되지 않는 분야에서 매우 우수한 기억력을 발휘한다. 스스로 추리 소설을 쓴 것도 있지만, 소설가로서의 재능은 지금으로서는 별로 없다. 다만 뮤지컬 동호회에서 각본의 의뢰가 오고 있어 학교 내에서는 나름대로 글재주가 인정되고 있어 보인다. 도서관에 자주 들락나락하는 덕분에 잡학에도 밝고, 도서관 사서 일에 흥미를 느끼는 것 같은 묘사도 있다. 표지에 "사건부"라고 적힌 소재 수첩을 항상 소지하고, 그날 그날의 사건과 메모, 아이디어 등을 마음 내키는 대로 기입하고 있다. 사다다가 짝사랑하고 있으나 전혀 눈치채지 못했다. 작 초반에는 담임인 모리아키에게 마음이 있었으나 이후 반할 뻔한 것이라고만 말했다.
타츠노 토시코 (辰野俊子) 
성우 - 유우키 아오이 / 마츠자키 레이
호토리의 동급생으로 함께 다방 씨사이드에서 메이드 아르바이트를 하고 있다. 씨사이드에서 유일하게 메이드 카페의 지식을 가지고 있다. 호토리의 소꿉친구인 사나다에게 호감이 있으며, 당초 씨사이드에서 일할 마음이 없었으나 그가 카페의 단골임을 알고 아르바이트를 시작한다. 그렇게 접근할 기회는 늘었으나 아직 마음을 전하지 못하고 있다. 학교에서는 대인관계 좋은 우등생으로서 알려져 있지만, 사실 꽤 성급하고 박정한데다 자의식 과잉인 성격이고, 아라시야마 호토리와 선배 콘 후타바, 중학교 때부터 친구인 하리바라 등의 앞에서만 그런 면을 보이고 있다. 수영은 못하지만 다재다능한 능력자로 요리, 바이올린 연주, 탁구 등 모두 보통 이상의 실력을 가지고 있지만, 본인은 "잔재주가 많을 뿐이고, 언제나 천재나 노력가에게 추월당한다"고 말한다. 중학생 시절에는 탁구부 소속으로 후타바의 후배. 시력이 매우 나쁘며 안경을 쓰고 있다. 드물게 콘택트 렌즈를 사용하기도 한다. 상점가의 행사나 여행 등에도 참여하고 있지만 상점가 사람들은 그녀의 이름을 잘 기억하지 못하고 매번 우메코나 타츠코라고 틀리게 부른다. 메이드 카페를 동경하고 있거나, 소년 만화 원작의 뮤지컬 티켓을 구하거나, 애니메이션 작품의 경품 카드를 수집하는 등 오타쿠 성향의 취미를 가지고 있다. 호토리에게 "탓층"라는 별명으로 불리며, 반에서도 남녀를 불문하고 침투하고 있지만, 본인은 별로 마음에 들어하지 않는다. 중학생인 남동생이 있다. 냉증이며 환절기마다 감기가 든다.
사나다 히로유키 (真田広章) 
성우 - 이리노 미유 / 사이토 소마
호토리의 소꿉친구. 아라시야마 호토리와는 초등학교부터 같은 학교에 다니고 있다. 생선 가게의 외아들로 휴일에는 가게를 돕고 있다. 어머니와는 어릴 때 사별했지만, 철없던 시기이므로 깊은 슬픔은 없었던 모양이다. 호토리에게 연정을 품고 있어 그녀가 아르바이트를 하고 있는 다방 씨사이드에 뻔질나게 드나들고 있다. 호토리에 대한 생각으로 폭주하는 경향이 있으며, "뇌내 대장" 등의 머리 속 캐릭터가 등장하기도 한다. 그 때문인지 그의 안에서 호토리의 이미지는 다소 미화되고 있다. 그러나 아라시야마 호토리가 손수 만든 "고등어 소바"을 먹은 후 소바가 싫어졌다. 꽤 인기있어 보이는 외모의 소유자이지만, 토시코에게 호의를 받고 있는 것을 깨닫지 못했으며, 호토리와 손을 잡는 것만으로도 시뻘겋게 될 정도로 연애에 대해서는 서투르고 둔하다.
콘 후타바 (紺双葉) 
성우 - 야자와 리에카 / 오오하라 모모코
오야 고교에서 호토리 한 학년 위의 선배. 중학생 시절에는 토시코와 하리하라의 탁구부 선배였다. 영국인의 쿼터. 금발이며 눈은 벽안. 중학생 시절의 머리는 흑발이었다. 단정한 얼굴로 호토리가 처음 만났을 때에는 미소년으로 착각했다. 낯가림이 있어 감정이나 표정을 보이지 않고, 친구는 극단적으로 적다. 평소 여장부로 다부진 성격 같지만, 실제로는 꽤 마음이 약한 겁보. 부모에겐 "응석받이"라고 불린다. 부모님은 기상청 연구원으로 영국에 살고 있어서 아파트 "카와이장(河井荘)"에서 혼자 살고 있다. 아파트에서는 "금화(コバン)"이라는 이름의 고양이(킴릭)을 기르고 있다. 학교에서는 한쪽으로 치우친 식생활을 보내고, 극도의 저혈압에 잠투정까지 한다. 하지만 운동 신경은 뛰어나며, 특히 중학교 때부터 계속하고 있는 탁구 솜씨는 토시코와 하리하라 이상으로 "마왕"이라고 불릴 정도다. 동아리의 후배도 아닌데 호토리와 함께 놀러 가거나, 아파트를 잠그지 않아서 호토리가 마음대로 들어오는 일도 잦다. 거꾸로 낯가림한 콘이 아라시야마 집을 자발적으로 방문하는 일은 거의 없지만, 태풍 때문에 아라시야마 가에 피난하고, 봉오도리에 참여할 때에는 호토리의 어머니에게 보살핌을 받으며 기쁜 듯이 있었다. 음악을 좋아하고, 호토리는 가게를 열 정도의 CD를 갖고 있다고 말했다. 음악을 들을 때, 스피커 이외에도 비츠 일렉트로닉스의 헤드폰을 사용하고 있는 묘사가 있다. 또 펜더 프리시전 베이스를 소유했으며, 애니메이션 엔딩에서는 뮤직맨 스팅레이를 연주하고 있었다. 이외에도 유령이나 UFO 같은 오컬트를 좋아하는 일면도 있다, UFO 추락 사건이 있을 때에는 유달리 기분이 좋아지고 호토리와 파고들기도 한다. 본인은 영감이 없다고 하지만 예지몽을 보거나 괴이를 목격하기도 한다.
하리바라 하루에 (針原春江) 
성우 - 시라이시 료코 / 미즈하라 카오루
오야 고교의 학생으로 호토리와 토시코의 같은 학년인 친구. 콘과 같은 중·고등학교 탁구부에 소속되어 있다. 이름의 유래는 작가 출신의 후쿠이 현 내의 지명(사카이 시 하루에 하리바라). 콘이 탁구 특별훈련이라며, 드럼연습을 시킨 적이 있었다. 탁구 실력은 확실하며, 중학생 시절엔 "사신"으로, 토시코에는 "노력가"로 평가받기도 했다. 드럼 솜씨도 비범해서 훈련 후에는 경음악부 선배가 스카우트 하러 오기도 했다. 비록 미인이라 하지는 못하지만, 아카시야 산마를 닮은 얼굴과 덕성스러운 성격으로 동아리의 후배가 경모한다. 또 타케루도 하리바라를 따르고 있다. 거의 같은 얼굴을 한 대학생 오빠가 있다.
모리아키 나츠히코 (森秋夏彦) 
성우 - 스기타 토모카즈, 소년시절 - 오오하라 메구미
11월 29일생. 혈액형은 A형. 키 176cm.
오야 고등학교의 수학 교사로 호토리와 토시코의 담임. 호토리에서는 "모리-아-키"라는 별명으로 불린다. 이론파로 농담이 통하지 않는 고지식한 사람으로 호토리의 나쁜 수학 성적과 황당한 억지 이론으로 골머리를 앓고 있는데다, 머리도 빠지기 시작하고 있다. 모리아키가 초등학생일 때, 나눗셈 질문에 대한 선생님의 대답에 석연찮은 생각을 품고, 이를 계기로 수학 교사가 됐다. 또 그 일화에 의해서, 그 교사는 인생의 첫번째의 천적, 두번째가 호토리다. 냉정한 이미지와 달리 야구를 좋아하는 한신 타이거스의 팬. 흥분했을 때는 간사이 사투리가 나오기도 한다.
아사이 코스케 (浅井孝介) 
성우 - 토쿠모토 에이이치로
호토리의 급우로 사나다 히로유키와 곧잘 어울린다. 스즈키와 사나다와 함께 인기 없는 브라더스를 결성했다. 별명은 고릴라(농구 시합 중에 사나다가 순간적으로 붙임). 별명대로 체구 좋은 인물으로 근력 단련만 하고 있다. 수학여행 중 에비스에게 고백을 하고 사귀게 되어 인기 없는 브라더스에서 탈퇴한다.
니시 선생님 (西先生) 
성우 - 토마츠 하루카
오야 고교의 체육교사. 호토리와 토시코의 반을 맡고 있다. 모리아키에게 연심을 품고 있다. 처음에는 가볍게 접근했지만, 모리아키의 집에서 교사 동료끼리 회식을 하겠다고 제안하고는 아무도 부르지 않고 자신만 오는 과감한 작전을 거는 등 점차 적극적인 접근법을 취하고 있다. 후타바가 아는 소문에 의하면 과거 모리아키에 고백했지만 "교사와 학생의 연애는 안 된다"라는 이유로 퇴짜 맞은 여학생이 있었던 것 같지만, 사실 그 여학생은 지금 오타니 고교에서 교사를 하는 모양이다. 이후 에피소드에서 니시 선생님과 그 여학생은 아무 관계가 없는 것이 밝혀졌다.
후쿠자와 아키라 (福沢晶) 
성우 - 요시다 세이코
호토리와 같은 학년의 여학생으로 영화 연구회 소속. 반이 다르기 때문에 호토리와는 안면이 있는 사이일 뿐이지만, 호토리에게 상담을 해오기도 한다. 중학교 때에는 탁구부에 소속되어 있으며, 후타바·토시코·하리하라의 탁구의 능력에 대해서 호토리에게 해설한 바 있다. 복싱을 배우고 있는 카와시마 마코토는 애인이 있지만 양다리를 걸치고 있다는 소문이 있었다. 그러나 후에 호토리의 수사에서 우연히 근처에 카와시마와 얼굴이 닮은 남자가 살고 있는 것이 밝혀졌다.
스즈키 타카히로 (鈴木隆洋) 
성우 - 마츠이 켄스케
호토리와 같은 학년으로 사나다의 친구. 영화 연구회 소속. 낯가림 때문에 다른 부원과 어울리지 못하는 탄바에게 말을 건 것을 계기로 탄바와 사이가 좋아진다. 신입생 클럽 설명회에서 상영하는 영화의 주역으로 호토리에게 말을 거는 바람에(원래 주역은 후쿠자와가 될 예정이었지만, 후쿠자와가 카와시마와 싸우고 다치는 바람에 급히 호토리가 캐스팅됐다), 탄바가 쓸데없이 오해한다. 이후 오해가 풀리고 탄바와 연인이 된다.
탄바 린 (丹波凛) 
호토리보다 1학년 아래의 여학생. 영화 연구회 소속. 얌전한 성격 때문에 동아리에서 다른 부원과 친해지지 못한 때에 스즈키가 말을 걸었고, 특수 촬영 영화를 좋아한다는 같은 관심사를 가지고 있었기 때문에 친하게 된다. 스즈키와 신입생 클럽 설명회에서 상영하는 영화에서 쓰는 괴수의 모형을 함께 만들고 있었지만, 호토리에 스즈키를 빼앗겼다고 오해하고, 화가 나 모형을 파괴했다. 나중에 호토리의 설명으로 오해를 풀고 스즈키와 사귀게 되었다. 여름에 함께 괴수 영화를 보러 갔을 때는 서로 "스 땅(애칭)"이나 "린 땅"으로 부르는 사이가 되어 호토리를 놀라게 했다.
무로후시 료 (室伏涼) 
오야 고교 졸업생. 호토리보다 2살 더 많다. 남자같은 이름이지만, 여성. 고등학교를 졸업하고 재수하고 있을 때 모교에 놀러 갔다가 호토리와 우연히 만났다. 호토리를 모델로 한 그림을 그렸고, 그 그림은 도쿄도 현대 회화전에서 최우수상을 수상했다. 그러나 추상화라서 호토리는 그것이 자신을 모델로 한 그림이란 생각은 들지 않았다. 게다가 무로후시를 자신보다 1년 아래로 착각했다. 애용하는 담배는 CROWN 멘톨.
죠시마 사토루 (城嶋悟) 
목소리 - 徳本에이 이치로
호토리, 사나다 1학년 위의 선배이며, 후타바의 동급생. 사나다와 사이가 좋다. 장발에 얼굴에 피어싱을 했고 눈썹도 가늘게 깎은 등 불량에 강압적인 남자이지만, 사실은 우연히 찾아낸 유기견을 위해 친구 집을 전전하며 입양인을 찾으려는 선인. 문화제, 운동회 때 후타바의 모습에 넋을 잃고 보고 연하장을 보내는 등 후타바에게 호의를 품고 있는 묘사가 있다.

### 아라시야마 가
아라시야마 호토리의 가족. 아라시야마 호토리 본인, 부모 2명, 동생, 그리고 애완견(조세핀) 총 5명으로 구성되어 있다.
아라시야마 타케루 (嵐山猛) 
성우 - 타무라 무츠미
호토리의 동생으로 7살 아래인 초등학생. 얼굴은 호토리를 닮았고, 호기심 왕성한 것도 비슷하지만 영리한 성격 덕분에 문제로 이어지지 않는 것은 누나와 정반대이다. 학년에서 유행하고 있는 카드 게임 "데몬 콜로세움(デーモンコロシアム)" 에서는 특유의 영리함을 살려 반에서 최고의 실력을 자랑한다. 사나다가 누나 호토리를 좋아한다는 것을 알고있지만, 잠자코 있다. 에비에게 호의를 받고 있으며, 타케루도 그녀가 꿈에 나오거나 하면서 조금은 의식하고 있는 모양. 작중에서는 "타케루(タケル)"로 표기된다. 하리바라를 따르고 있다.
아라시야마 유키코 (嵐山雪子) 
성우 - 센다이 에리
호토리의 여동생으로 초등학생. 타케루와는 두 살 아래다. 아라시야마 가에서는 유일하게 머리카락의 색이 조금 옅다. 아직은 어린이인지 집에서는 "도깨비 라이거(鬼面ライガー)" 장난감을 휘두르고, 액션계 게임만 하고 있다 산타클로스도 믿고 있다. 머리보다 먼저 몸이 움직인다. 작중에서는 "유키코(ユキコ)"로 표기된다. 학교에서의 별명은 "닌자".
아라시야마 아유무 (嵐山歩) 
성우 - 오노 유우키
호토리의 아빠로 공무원이다. 평온한 일상을 바라고 있지만, 시끌벅적한 상점가와 자식들의 말썽으로 이뤄지지 않고 있다. 발모제 덕분에 머리가 유지되고 있다. 등장할 때는 뒷모습이거나, 장애물에 숨겨져 얼굴이 그려지지 않고 있다. 야구의 룰을 설명할 때 의음밖에 이용하지 않는 등 호토리의 적당한 성격은 아유무부터 유전했다고 생각된다.
아라시야마 유키미 (嵐山雪美) 
성우 - 마츠키 미유
호토리의 어머니로 전업주부. 남편의 말에 의하면 아이 3명 전원 유키미를 닮은 것 같다. T셔츠를 선택하는 감각과 머리 모양이 자식들과 조금 비슷하다. 호토리의 행동에 걱정하는 장면이 많다. 매일 호토리와 남편의 도시락을 만들어 주고 있다. 아유뮤와 마찬가지로 등장할 때는 얼굴이 그려지지 않는다. 부모님과 여동생 부부가 호쿠리쿠에 살고 있다.
조세핀 (ジョセフィーヌ) 
성우 - 마츠키 미유
아라시야마 가의 애완견. 겉보기엔 거의 너구리이다. 애니메이션 판에서 장면 전환 때마다 중얼거리고 있으며, 원작보다 등장이 많다. DVD의 CM에 기용됐다. 호토리의 꿈에 나올 때는 말끝마다 "포코(ポコ)"를 붙여서 말한다, 직립 보행을 하고 있으며 꼬리도 완전히 너구리로 되어 있다. 콘에겐 "폰짱(ポンちゃん)"이라고 불린다. 호토리가 존재하지 않는 평행 세계에서의 이름은 "보너스(ボーナス)".
같은 작가의 만화 《목요일의 플루트》에서는, 조세핀과 똑같은 너구리가 회상에 등장하고 있다.

### 마루코 상점가
이소하타 우키 (磯端ウキ) 
성우 - 사쿠라이 타카히로
메이드 다방 씨사이드의 점장 겸 마스터. 호토리와 단골 고객들에게는 "할머니(ばあちゃん)", 토시코에는 "메이드장(メイド長)"으로 불린다.
술과 담배에 도박을 즐기는 노인으로, 일하고 있을 때 가게를 메이드들에게 맡기고 빠징코에 나가기도 한다. 호토리가 어렸을 때부터 손자와 다름없게 귀여워했으며 울거나 하는 호토리에게 항상 카레 라이스를 대접하고 있었다. 메이드 카페가 돈이 된다고 생각하고 씨사이드를 메이드 카페로 지만 그때에 그 동안의 카레 라이스 값 대신 걸음 새를 아르바이트로 일하기로 했다. 말씨는 험하지만, 의외로 눈치 있는 면도 있다. 한편 단골에게는 무리하게 주문을 늘리거나 신랄한 말을 퍼붓곤 하면서 즐거워 한다. 토시코가 사나다에 대해서 호의를 갖고 있는 것을 알고 응원하고 있다.
성우를 담당한 사쿠라이 타카히로는 백곰 카페에서 업주 백곰의 성우도 맡고 있다.
사나다 유우지 (真田勇司) 
성우 - 쿠로다 타카야
사나다의 아버지. 생선 가게를 경영하다. 스킨헤드에 콧수염이라는 강압적 차림으로, 실제로 고교 시절에는 양아치로 활동했다. 아들 사나다에게는 "대머리"라 불린다. 야채 가게의 오타 카노리, 드라이 클리닝 카즈 토요와는 동급생이다. 오타 카노리, 카즈 토요 3명끼리 "씨사이드"에서 땡땡이를 치곤 했다. 그의 스킨헤드는 학창 시절부터 계속되었고 호토리의 아버지와 같은 발모제를 사용하고 있다. 허술한 성격이지만 아내가 돌아갔을 때는 진지한 표정이었다.
키쿠치 타카노리 (菊池貴則) 
성우 - 카제미츠 노부아키
채소 가게를 영업한다. 턱에 수염을 기르고 있다. 럭비 셔츠를 좋아하며 착용하고 체격도 좋다. 학창 시절에는 유우지처럼 양아치 차림을 하고 짱을 자칭했다. 유우지도 그렇게 생각했고, 상점가 여행 때 취한 기세로 승부를 겨루었으나 무승부가 된다. 학창 시절에는 무결석의 건강체에다 머리가 리젠트였다.
아라이 카즈토요 (荒井和豊) 
성우 - 사쿠라이 토시하루
세탁소를 운영한다. 위태로운 정수리와 비만 기미의 체형이 특징. 유우지와 타카노리에게는 쫄다구로 불리며 아무래도 학생 시절에 부하적 존재였던 것 같다. 분위기 파악을 못하는 행동으로 유지와 카노리에게 자주 얻어 맞는다.
아라이 마스요 (荒井増代) 
카즈토요의 아내로 같은 고교 출신. 지금은 안정적으로 살지만 고교 시절엔 여두목으로 학교 체육관에 스프레이로 낙서하는 등 거칠었다. 본성은 시바키(柴木).
카메이도 시즈카 (亀井堂静) 
성우 - 유키노 사츠키
고물상 "골동품 카메이도"의 여점원. 호토리와는 어릴 적부터 아는 사이로 호토리가 탐정 추리 좋아하게 된 것도 그녀의 영향. 얼빠진 성격과, 느릿한 말투가 특징. 술에 강하다. 현재는 고물 장사를 하고 있으며 호토리에게 잡동사니를 소개하고 호토리도 가끔 산다. 뒤에선 소설가로도 활동하고 있지만 호토리에게 비밀이다. 호토리의 분신이라고도 할만한 인물로 고교 시절 "자신이 쓴 소설을 모르고 있는 또 하나의 자신에게 읽어 주고 싶다"이라는 취지에서 어린 호토리에게 자신의 소설을 읽게했고 현재 진행형이다. 그래서 호토리가 존재하지 않는 평행 세계에서는 소설가로서 대성하지 않는다. 소설가 필명인 "카도이시 우메카즈"는 자신의 이름의 순서를 바꾼 것이다. 데뷔작은 "성게 비행선(雲丹飛行船)". 추리 소설가답게 자신이 궁금했던 것은 납득이 갈 때까지 파고든다. 또, 보통이라면 도망가는 것에 조우해서도 굴하지 않고, 마주 서 진짜 탐정 같은 대담함을 갖는다. 호토리에게 "사람을 이름이나 외모로 판단하는 녀석은 탐정 실격입니다"라면서 탐정훈을 되뇐다. 이는 자신의 고교 시절 경험에 근거하고 있다. 자동차는 야마하-V MAX, 미츠비시 i, 손목 시계는 까르띠에 탱크 후란세이즈를 애용.
마츠다 슌사쿠 (松田旬作) 
성우 - 치바 시게루
9월 21일생. 혈액형은 A형. 키 177cm.
경찰관으로 계급은 순경에서 경장. 애총은 S&W사의 리볼버. 형사 드라마를 동경해서 경찰관이 되었다. 호토리와는 사사건건 충돌을 되풀이하고 있다. 착하고 일에 열심이지만 성급한 성격때문에, 호토리의 태도에 화가 나고서는 "이젠 못 참아!"라며 홀스터에 손을 데는게 버릇. 사실 이곳에 처음 부임했을 때는 호토리에게 고로케를 받은 일로 "이 아이가 웃으며 지내는 마을을 지킨다"고 말했다. 안경을 벗으면 마츠다 유사쿠와 비슷하다. 형사 드라마를 좋아해서 휴대 전화 벨소리는 《태양을 향해 짖어라!》의 주제곡. 선배인 야구루마를 "야마씨"라는 무리한 별명으로 부른다.
이소하타 젠지 (磯端善治) 
성우 - 나카 히로시
우키의 남편. 부제에서는 츳코미 할아버지로 불렸다. 이미 사망했지만, 천국 절차 오류로 아직 성불하지 못했다. 그래서 10년 가까이 마루코 상점가를 헤메고 있다. 골목을 걸으면서 주민의 언동에 츳코미를 거느라 한가하진 않다. 카페 씨사이드는 원래 그가 운영하고 있었다. 돈이 드는 취미를 가졌으나 부부 사이는 양호했다. "커뮤니케이션"을 제대로 발음하지 못해 유언도 제대로 전하지 못했다.

### 기타
이세사키 에리 (伊勢崎恵梨) 
성우 - 카토 에미리
8월 22일생. 혈액형은 AB형. 키 130cm.
타케루와 같은 반 여자 아이. 여자에게는 "에비짱(エビちゃん)"으로 불린다. 용자단려로 아동복 잡지에서 모델로 일한다. 타케루보다 머리 절반만큼 키가 크다. "반에서 여자의 리더"적 존재이며, 카드 게임을 즐기는 타케루와 친구들에게 주의를 주거나 도발적인 태도를 취하고 있기 때문에, 학교에서 남자들과의 사이는 나쁘다. 그때마다 "이세 새우"나 "이세 새우 카르파초" 등의 미묘한 욕을 한다. 타케루를 좋아하고 있어 갑자기 아라시야마 집에 놀러간다고 하곤 정말 놀러 오거나, 타케루에 대해서 자기 취향의 언동을 취하도록 강요했다. 그러나 후일 학교에서는 타케루와의 데이트가 없었던 것처럼 냉담하게 행동하면서 그를 당황하게 했다.
자나리 (座成) 
미나미 제3 중학교 탁구부 소속으로, 후타바 1년 위의 선배. 후타바를 탁구부에 권유했고, 부 내에서는 유일하게 후타바와 의사소통 할 수 있었던 인물로 인식될 정도로 후타바과는 사이가 좋았다. 그러나, 후타바가 2학년 임에도 불구하고 대표 선수로 뽑혔기 때문에 보결이 되었다. 그 후, 지금까지의 태도를 일변시키고, 후타바를 계단에서 떨어뜨렸다. 이것은 지금도 후타바에게 트라우마가 되었다. 한편 하리바라는 자나리의 태도가 표변한 것을 모르고, 그녀의 기억 속에서는 후타바와 자나리의 관계는 지금도 아름다운 추억으로 남아 있다.

## 단행본
소년화보사에서 2006년 1월 27일에 1권을 발매, 2016년 10월 17일 기준으로 15권까지 발매하였다. 한국에서는 2007년 5월 11일 오경화 역자로 서울문화사에서 1권을 발매했으며, 2016년 10월 5일 기준으로 10권까지 발매되었다. 미국에서는 원래 JManga를 통해 영어로 번역되어 제공했으나, 이후 크런치롤에서 구독료를 지불하고 읽기, 다운로드 전용으로 제공되었다. 2015년 11월 18일부터 북워커에서 전자책을 구매하여 볼 수 있게 되었다.
| - 제1화 지상 천국의 가게 BEFORE - 제2화 지상 천국의 가게 AFTER - 제3화 성희롱 재판 - 제4화 눈 - 제5화 사랑의 도피행 - 제6화 타츠노 토시코는 깨지지 않는다 - 제7화 우주모험 로망 - 제8화 마스코트 소녀가 대인기 - 제9화 사랑의 방정식 - 제10화 어묵이 말랑말랑 - 제11화 고양이 소년 |

| - 제12화 여인의 유혹은 나락의 덫?! - 제13화 그래도 마을은 돌아간다(전편) - 제14화 그래도 마을은 돌아간다(후편) - 제15화 파자마 전사 - 제16화 나이트 워커 - 제17화 출장 메이드 서비스 - 제18화 구멍 - 제19화 조세핀의 여름 |

| - 제20화 판도라의 상자 - 제21화 미로 악단 - 제22화 One or Five - 제23화 사수하라, 산타의 꿈 - 제24화 Detective girls - 제25화 저주의 룰렛 - 제26화 소녀탐정 탄생 - 제27화 One or Five Again - 제28화 딴죽 할아버지 |

| - 제29화 아라시야마 보물 조사단 - 제30화 메이드 탐정의 대 활약 - 제31화 한 그릇의 미싱 국수 - 제32화 격돌! 요정 vs 사신 - 제33화 실로 미묘한 카드 - 제34화 얼빠진 설날을 보내는 방법 |

| - 제35화 시내 설방 이야기 - 제36화 졸업식 - 제37화 부활하는 뇌세포 - 제38화 우린 기계가 아냐! - 제39화 비몽사몽 소설 - 제40화 아라시야마 가, 불나다 - 제41화 태풍 부는 밤에 - 제42화 학교 미궁 안내 |

| - 제43화 벼룩시장에서 호토리와 키스 - 제44화 허심탄회 - 제45화 만날 수 없는 두 사람 - 제46화 타임캡슐 - 제47화 히어로 쇼 - 제48화 호토리 첫 체험 - 제49화 콘 선배의 고요한 분노 - 제50화 환상의 소년 |

| - 제51화 화이트 데빌 - 제52화 가을 축제 - 제53화 콘텍트 - 제54화 실망스러운 카드 - 제55화 시간은 기다려주지 않는다 - 제56화 영역 - 제57화 그래마을 서스펜스 극장Ⅱ - 제58화 피의 밸런타인 |

| - 제59화 웃어보렴 - 제60화 호토리와 수수께끼 왕국 - 제61화 대 괴수, 오야 고교에 나타나다 - 제62화 춤추는 대수사망 - 제63화 KAPPA QUEST - 제64화 사인은 B! - 제65화 굿바이, 면류 |

| - 제66화 타올라라, 호토리 - 제67화 질투 응수 - 제68화 아라시야마 조세핀 님 - 제69화 유혈의 프로세스 - 제70화 대량구매 계획 - 제71화 걷는 새 - 제72화 거짓말쟁이 릿짱의 망령 - 제73화 모리아키, 밤하늘에 저물다 |

| - 제74화 언니의 일기 - 제75화 콘 데드엔딩 - 제76화 아라시야마 가의 집안일을 도맡다 - 제77화 둥지 - 제78화 Detective girls 2 - 제79화 호토리의 전쟁 - 제80화 의문의 원반 - 제81화 호토리 퍼스트 키스 |

## 텔레비전 애니메이션
2010년 10월 7일부터 TBS, CBC, 선 TV, RKK, BS-TBS에서 방송했다. 나레이션은 우에다 요지가 담당하고 있다. 제8화 〈전자동 악단〉(A파트 "전자동 세계")에서 TBS 아나운서 하타 케스케가 야구 실황 아나운서 역으로 출연했다. 기본적으로 방송 1회에 2화 구성으로, 제목은 12회를 제외하고 2회분의 제목을 조합한 것으로 되어 있으며, 다음번 예고에서는 본편에 등장하는 캐릭터가 그 제목에 대한 이야기를 펼치는 형식으로 되어 있다.
방영판에서는 팬티 노출 장면 등이 수정되어 있지만, DVD·Blu-ray판에서는 없어졌으며, 그 외에도 삽화 수정이 이루어졌다. 또 성우에 오오하라 메구미가 있으며, 도라에몽의 노진구 이외에 이름 있는 애니메이션 캐릭터의 성우를 담당한 것은 처음이다.

### 제작진
- 원작 - 이시구로 마사카즈
- 총감독 - 신보 아키유키(新房昭之)
- 부 감독 - 타츠와 나오유키(龍輪直征)
- 시리즈 구성 - 타카야마 카츠히코(高山カツヒコ)
- 캐릭터 디자인 - 야마무라 히로키(山村洋貴)
- 총작화감독 - 야마무라 히로키(山村洋貴), 니시다 미야코(西田美弥子), 이와사키 안리(岩崎安利)
- 미술감독 - 코바야시 토쿠미츠(小林徳光)
- 미술설정 - 고바야시 토쿠미츠
- 색채설계 - 히비노 진(日比野仁)
- 시각 효과 - 사카이 모토이(酒井基)
- 촬영 감독 - 에가미 레이(江上怜)
- 편집 - 세키 카즈히코(関一彦)
- 음향감독 - 카메야마 토시키(亀山俊樹)
- 음악 - ROUND TABLE
- 음악 프로듀서 - 후쿠다 마사오
- 프로듀서 - 다나카 준이치로, 나카무라 신이치, 이토 마사키, 후지타 토모히로, 테라다 치아키, 쿠보타 미츠토시
- 애니메이션 제작 - 샤프트
- 제작 협력 - 포니캐년, 플라잉독, 무빅, 샤프트, 메모리 텍
- 제작 - 소레마치 제작위원회 TBS

### 주제가
오프닝 테마 〈DOWN TOWN〉
작사 - 이토 긴지 / 작곡 - 야마시타 타츠로 / 편곡 - 핫토리 타카유키 / 노래 - 사카모토 마아야
오프닝 애니메이션의 콘티·연출·작화 감독을 담당한 우메츠 야스오미는 신보 아키유키가 "뮤지컬로 해줬으면 좋겠다"고 요구했기 때문에 제작 스튜디오에서 춤을 받아 제작했다.
엔딩 테마 〈메이즈 등장!〉
작사 - 사에키 켄조 / 작곡 · 편곡 - 바카본 스즈키 / 노래 - 메이즈 (콘 후타바 (야자와리 에카) 아라시야마 호토리(오미가와 치아키), 타츠노 토시코 (유우키 아오이) 하리바라 하루에 (시라이시 료코))
엔딩 애니메이션의 그림 콘티·연출은 타츠와 나오유키가 담당했다.
삽입곡 〈그렇게 말해도 세상은 끝나지 않는다〉
작사 · 작곡 - 이토 요타로우 / 편곡 - 메트로 파스 / 노래 - 메이즈 (콘 후타바 (야자와리 에카) 아라시야마 호토리(오미가와 치아키), 타츠노 토시코 (유우키 아오이) 하리바라 하루에 (시라이시 료코))